# 莫羅利卡
莫羅利卡（西班牙語：Morolica），是洪都拉斯的城鎮，位於該國南部，由喬盧特卡省負責管轄，面積281.30平方公里，海拔高度310米，2001年人口5,035，人口密度每平方公里17.9人。
13°34′N 86°54′W / 13.567°N 86.900°W